# 生駒親賢
生駒 親賢（いこま ちかかた、享保2年10月21日（1717年11月23日） - 天明6年6月28日（1786年7月23日））は、江戸時代中期の交代寄合旗本。通称は亀次郎、大蔵、刑部、内記、主殿、主膳。

## 生涯
交代寄合生駒親猶の長男として誕生した。享保16年（1731年）3月22日、将軍徳川吉宗に御目見する。宝暦3年（1753年）10月4日、親猶の死去により家督を相続する。宝暦11年（1761年）10月1日、幕府から輪王寺宮公遵法親王に従い上洛することを命じられる。明和8年（1771年）8月8日、隠居し、養子の親睦に家督を譲る。天明6年（1786年）6月28日、死去。70歳。
正室は六郷政晴の娘（婚約のみ）、水野勝政の娘。2男5女あるが、そのうち養男子2人、養女2人。最初に丹羽高寛の二男・親信を養嗣子に迎えたものの、親賢に先立って死去してしまった。このため親信の室（津田信成娘）を養女とし、本多正矩の七男・親睦を婿養子に迎え、家督を譲った。
弟の親芳の娘を養女に迎え、村上正親の室となった。実娘のうち1人は土屋雄直の室、2人は親睦の養女となった。